# دوغلاس ماكنزي
دوغلاس ماكنزي (15 مارس 1906 في أستراليا - 1 يوليو 1979 ببرث في أستراليا) (بالإنجليزية: Douglas McKenzie)‏ هو لاعب كريكت أسترالي. لعب مع فريق غرب أستراليا للكريكت ‏.

## وصلات خارجية
- دوغلاس ماكنزي على موقع إي آس بي آن كريك إنفو (الإنجليزية)